# Distichophyllum freycinetii
Distichophyllum freycinetii là một loài Rêu trong họ Hookeriaceae. Loài này được (Schwägr.) Mitt. mô tả khoa học đầu tiên năm 1873.